# Bhrigus (tribu)
Los bhrigus ―también conocidos como bhárgavas― eran un clan o tribu de guerreros religiosos que aparecen en el Rig-veda (el primer texto de la literatura de la India, de mediados del II milenio a. C.).

## Nombre y etimología
- bhṛ́gu, en el sistema AITS (alfabeto internacional para la transliteración del sánscrito).
- भृगु, en escritura devanagari del sánscrito.
- Pronunciación: /bJrígu/ o /brígu/.[1]
- Etimología: proviene del término sánscrito bhrash (bhrāj): ‘brillar, rayo, brillo’, proveniente de una antiquísima palabra indoeuropea desconocida, que ―además de derivar en esta palabra sánscrita― produjo los siguientes cognados:[1]
  - blizgu (en lituano).
  - flego (φλέγω): ‘quemar, chamuscar, consumir’ (en griego antiguo).[2]
  - fúlguere: ‘refulgir’ (en latín).
  - flag-ma o flamma: ‘llama, flama’ (en latín).
  - bleichen /bleijen/: ‘blanquear, desteñir, blanqueador’ (en idioma germano).
  - bleach: ‘blanqueador, lejía’ (en inglés).

## Descripción
Los bhrigus se decían descendientes del antiguo sacerdote del fuego Bhrigu.
Instituyeron el ritual de ofrecer el jugo de la planta soma a las antiguas deidades védicas.
Aparte de ser guerreros, eran sacerdotes.
Los bhrigus estuvieron íntimamente relacionados con la composición del Rig-veda y también del Atharva-veda (el cuarto texto de la literatura de la India, de principios del I milenio a. C.).
Se los menciona junto con los anguirasas, los atharwans, los ribhus, los maruts, los drujiús, y otros (según el comentario de Iaska al naighantuka 5.5).
Según el Chatur-varga-chintamani de Jemadri, doce bhrigus se enumeran entre los dioses.

## Descubridores del fuego
Según el Rig-veda eran una raza mítica de seres íntimamente conectados con el fuego,
- habían descubierto la manera de crear fuego (según el Rig-veda 10.46.2);[1]
- lo llevaron a otros seres humanos (según el Rig-veda 1.58.6 y 1.195.2);[1]
- lo encerraron en la madera o en la leña (según el Rig-veda 6.15.2);[1]
- lo pusieron en el ombligo del mundo. (según el Rig-veda 1.143.4).[1]
- El fuego fue llevado a ellos y mantenido o cuidado primero por Matariswan (según el Rig-veda 1.60.1 y 3.5.10).[1]
- Se dice que habían aprendido a fabricar carros (según el Rig-veda 4.16.20).[1]

## Los bhrigus más importantes
Los pravara (personalidades más prominentes) de este clan que se mencionan en los Puranas (textos del I milenio d. C.) son:
- Bhárgava
- Chiávana
- Aplavana
- Aurava
- Yamádagni.